# Kanéllos Kanellópoulos
Kanéllos Kanellópoulos (en grec moderne : Κανέλλος Κανελλόπουλος), né le 25 avril 1957, est un champion cycliste grec, notoire pour avoir fait décoller un avion par sa seule puissance musculaire.

## Biographie

### Champion cycliste
Kanéllos Kanellópoulos participe à l'épreuve individuelle de course sur route aux Jeux olympiques d'été de 1984.

### Projet Daedalus
Le 23 avril 1984, il réussit, par sa seule puissance musculaire, à faire décoller le Daedalus 88, un avion à pédales de 34 mètres d'envergure, conçu par les chercheurs du Massachusetts Institute of Technology (MIT). En moins de quatre heures, à environ cinq mètres au-dessus du niveau de la mer, il relie Héraklion en Crète à Santorin, soit 117 kilomètres, à la vitesse moyenne de 30 km/h. Il s'agit du plus long vol à propulsion humaine de l'histoire.

## Palmarès
- 1976
  - Champion des Balkans sur route juniors
- 1978
  -  Champion de Grèce sur route
- 1980
  -  Champion de Grèce sur route
- 1981
  - Tour de Grèce
- 1982
  - Champion des Balkans sur route
  -  Champion de Grèce sur route
- 1983
  -  Médaillé d'argent de la course en ligne aux Jeux méditerranéens
- 1984
  -  Champion de Grèce sur route
  - 2e du championnat des Balkans du contre-la-montre par équipes
- 1985
  -  Champion de Grèce sur route
- 1987
  - Tour de Rhodes
  - 2e du Tour de Grèce
  - 2e du Tour de Basse-Autriche
- 1989
  - Tour de Turquie
- 1992
  - 2e du championnat de Grèce du contre-la-montre par équipes

## Pour approfondir